# Pinealocyt

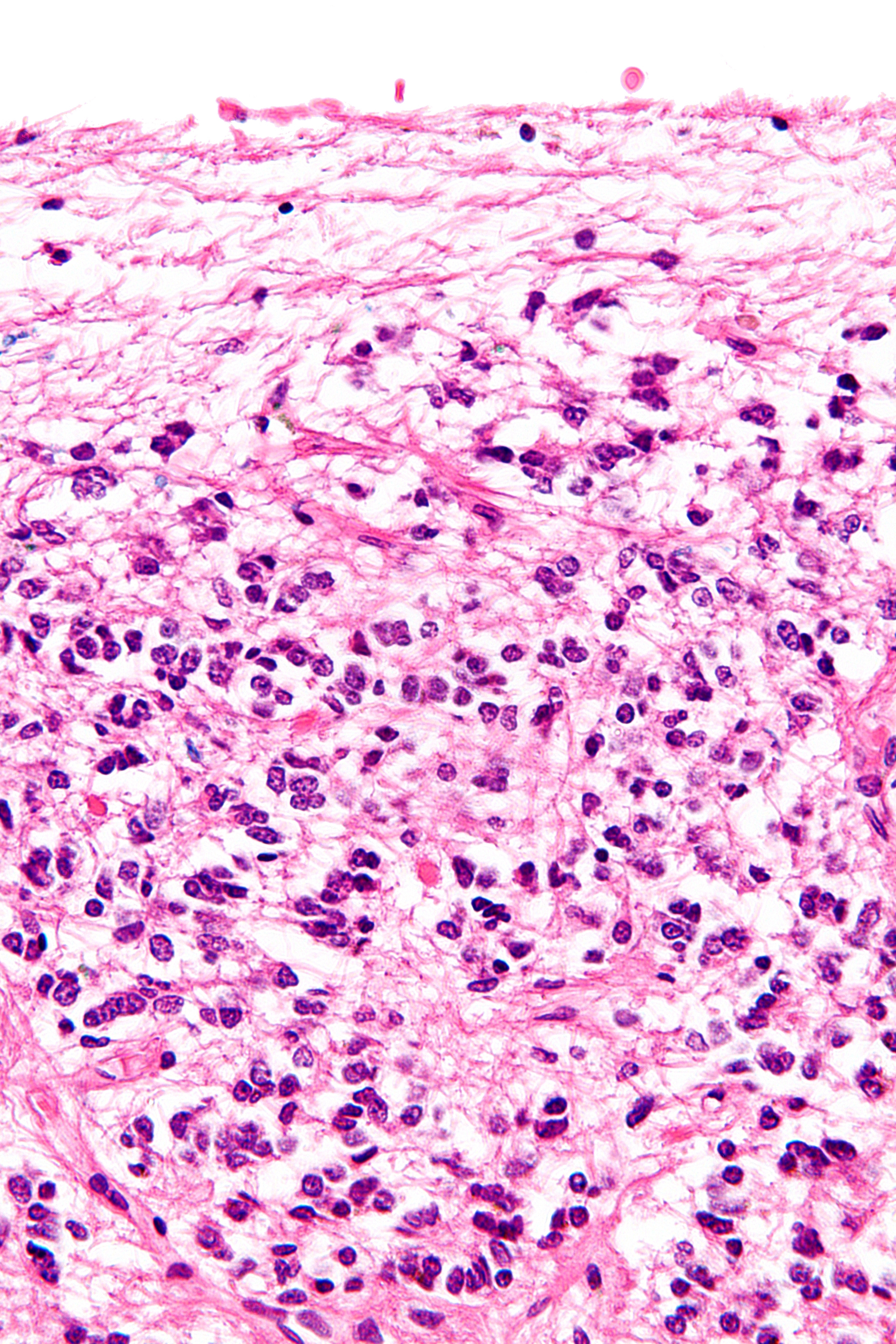
Mikroskopický snímek epifýzy s viditelnými pinealocyty. Barvení H&E

Pinealocyt je jedním ze dvou buněčných typů epifýzy (nadvěsek mozkový, šišinka), což je endokrinní žláza v mezimozku. Kromě vlastních pinealocytů (pinealocyti cardinales), které se taktéž nazývají hlavní buňky, se zde nachází i intersticiální neurogliové buňky (gliocyti pineales).

## Uspořádání
V epifýze jsou vlastní pinealocyty uspořádané do řetězců a shluků, kolem kterých se nachází intersticiální buňky a velké množství cév. 

## Popis
Pinealocyty jsou deriváty nervových buněk mající specifický hvězdicovitý tvar díky četným cytoplazmatickým výběžkům, které končí zduřením v těsné blízkosti cév. Jejich jádra jsou často nepravidelná, ovoidní a lze v nich nalézt nápadná jadérka. V cytoplazmě, která je bazofilní, se nachází velký počet mitochondrií a často tukové kapénky. Sousedící pinealocyty někdy spojuje nexus, tedy tzv. gap junction.

## Funkce
Hlavním úkolem pinealocytů je produkce a sekrece hormonu melatoninu, který je tvořen z prekursoru serotoninu. Využívají k tomu dva své enzymy - serotonin N-acetyltransferázu a N-acetylserotonin O-methyltransferázu. Výběžky pinealocytů umožňují transport melatoninu ke stěně kapilár, kterými prostupuje a vstupuje do krevního oběhu.  Uvolňování melatoninu je stimulováno sympatickými nervy. Melatonin je potřeba pro správný cirkadiánní rytmus a jeho zvýšená produkce (při nedostatku světla) pomáhá navozovat spánek.

## Patologie
Poruchy syntézy melatoninu způsobují problémy s pravidelným tělesným režimem. Při dlouhotrvajících potížích mohou způsobit insomnii i psychické narušení osobnosti. Existují také nádory, benigní i maligní, odvozené od pinealocytů. Jejich výskyt však není častý a tvoří pouhých 0,5% ze všech mozkových nádorů. Postihují nejčastěji osoby mezi 15-25 lety. 